# Ресторан „Томина прича“
Ресторан Томина прича је један од многобројних ресторана на југу Србије. Култно је место за окупљање љубитеља добре хране и музике. Основан је 6. новембра 2014. године. Ресторан је основан у част познатог народног певача, композитора и песника Томе Здравковића, који је био родом из села Печењевца.

## Положај
Ресторан Томина прича се налази у селу Печењевце, које се налази недалеко од града Лесковца, у југоисточном делу Србије. 
Налази се на десној обали реке Јабланице, око 12 км од Лесковца. Налази се на главном путу Лесковац-Ниш.

## Изглед
Након неколико реновирања, ресторан Томина прича, је проширен са 120 места унутар ресторана и 80 места у башти ресторана. Унутар ресторана постоји Томин кутак, где се четири пута месечно организује "Томина седељка". Некада урушени објекат општинске сале у којој је некада певао Тома Здравковић и претворен је у ресторан "Томина прича". Ресторан подсећа на некадашњу кафану "Радан" у Лесковцу, у којој је некада певао Тома Здравковић са познатом певачицом Силваном Арменулић. У склопу ресторана налази се и велика летња башта као и  парк у којем могу да се играју деца.
Посебан специјалитет овог ресторана је:
- Томина пљескавица тешка 500 гр.
- Томина салата,
- Томини колачи.

Сваког викенда  у ресторану је уживо музика, а сваког уторка свирају тамбураши.

## Галерија
- Томин кутак
- Унутрашњост ресторана
- Изглед ресторана са десне стране